# شهرداری سانتیوانز
شهرداری سانتیوانز (به اسپانیایی: Santiváñez Municipality) یک شهرداری در بولیوی است که در استان کاپینوتا واقع شده‌است. شهرداری سانتیوانز ۶٬۴۰۲ نفر جمعیت دارد و ۲٬۶۰۰ متر بالاتر از سطح دریا واقع شده‌است.